# Rio Arieșul Mic
O Arieșul Mic (em húngaro:  Kis-Aranyos) é um rio da Romênia, afluente do rio Arieș. O rio Arieșul Mic se junta ao rio Arieșul Mare para formar o rio Arieș.

## Mapas
- Harta Munţii Apuseni
- Harta Judeţul Alba
- Harta munţii Bihor-Vlădeasa